# Marcos Eberlin
Marcos Nogueira Eberlin (Campinas, 4 de março de 1959) é um químico, cientista, pesquisador, escritor e ex-professor brasileiro do Instituto de Química da Universidade Estadual de Campinas. É membro da Academia Brasileira de Ciências e recebeu a Ordem Nacional do Mérito Científico em 2005. Em 2016 recebeu a Medalha Thomson, sendo o primeiro sul-americano a ser agraciado com a honraria.
É um membro fundador e participa do comitê executivo da Sociedade Internacional de Espectrometria de Massas (IMSS) e da Fundação Internacional da Espectrometria de Massa (IMSF, International Mass Spectrometry Foundation), na qual representa a Região D (América do Sul e Central). Foi presidente da IMSF de 2009 a 2014 e é também diretor-fundador da Sociedade Brasileira de Espectrometria de Massas (BrMASS). Fundou o Laboratório ThoMSon de espectrometria de massa na UNICAMP e é editor associado do Journal of Mass Spectrometry.
Eberlin é mais conhecido por promover a pseudociência conhecida como design inteligente, sendo um dos signatários da dissidência científica contra o darwinismo lançada em 2001 pelo Discovery Institute. Ele é um criacionista contrário à teoria da evolução, caracterizada por ele como "uma falácia".  Eberlin não tem publicações científicas sobre o assunto, mas é presidente executivo da Sociedade Brasileira do Design Inteligente e coordena o "Núcleo Discovery-Mackenzie", uma criticada parceria entre o Discovery Institute e a Universidade Presbiteriana Mackenzie que, segundo o chanceler da universidade, pastor presbiteriano Davi Charles Gomes, é "um núcleo de fé, ciência e sociedade".

## Formação acadêmica
Eberlin graduou-se em química em 1982 pela UNICAMP, onde também cursou mestrado (1984) e doutorado (1988). Três anos depois fez pós-doutorado na Universidade de Purdue (1991).

## Reação de Eberlin (The Eberlin reaction)
A reação química de acetalização e transacetalização polar na fase gasosa foi nomeada em sua homenagem.

## Promoção doDesignInteligente
Crítico da teoria da evolução e notório promotor da pseudociência conhecida como design inteligente, desde 2014 Eberlin é presidente da Sociedade Brasileira do Design Inteligente, depois do Primeiro Congresso Brasileiro do Design Inteligente. Em 2017 tornou-se o coordenador do "Núcleo Discovery-Mackenzie", parceria entre o Discovery Institute e a Universidade Presbiteriana Mackenzie também chamado de "Núcleo de Pesquisa Mackenzie em Ciência, Fé e Sociedade". A criação do núcleo foi criticada por diversos cientistas e considerada uma ameaça à educação.
Em 2018, Eberlin afirmou que:
| “ | A evolução faliu, não conseguimos explicar a complexidade da vida. | ” |
|   | — Marcos Eberlin.                                                  |   |

## Áudio sobre vacinas contra a COVID-19
Em janeiro de 2021, Eberlin fez declarações equivocadas em um áudio enviado pelo aplicativo WhatsApp. O cientista, que questionou a eficácia e a segurança das vacinas contra o coronavírus, criticou a vacina AZD1222, que começou a ser distribuída no Brasil na mesma época, e também a vacina Gam-COVID-Vac, à época em análise pela Anvisa.
No áudio, Eberlin fez uma recomendação sobre estas vacinas:
| “ | Fujam delas o quanto vocês puderem. Se um dia te oferecerem, não tomem. | ” |
|   | — Marcos Eberlin, sobre duas vacinas no Brasil.                         |   |

Eberlin alegava, de forma contrária às evidências científicas disponíveis, que estas vacinas seriam arriscadas por usarem um adenovírus para carregar uma informação genética para o núcleo da célula e poderia editar o DNA da pessoa.
A declaração causou polêmica entre os cientistas brasileiros. A Academia Brasileira de Ciências, da qual Eberlin é membro, repudiou duramente a declaração sem mencionar o seu nome. A Associação Brasileira de Química, a Academia de Ciências do Estado de São Paulo, o Conselho Federal de Química e a Sociedade Brasileira de Química também emitiram notas de repúdio às declarações de Eberlin.